# Rocquigny, Aisne

Rocquigny este o comună în departamentul Aisne din nordul Franței. În 1 ianuarie 2022 avea o populație de 364 de locuitori.